# سارا آن كورزن
سارا آن كورزن (بالإنجليزية: Sarah Anne Curzon)‏ (1833، برمنغهام في المملكة المتحدة - 6 نوفمبر 1898، تورونتو في كندا)؛ كاتِبة، صحفية وشاعرة إنجليزية.